# Leo Vervoort
Leo Vervoort (21 april 1950) is een voormalig Nederlands voetballer die als doelman tijdens zijn profloopbaan uitsluitend voor FC VVV uitkwam.

## Loopbaan
Vervoort begon zijn voetbalcarrière bij de Sevenumse amateurclub Sparta '18 en maakte samen met zijn trainer Theo Breukers in 1969 de overstap naar FC VVV, waar hij aanvankelijk genoegen moest nemen met een reserverol achter Mat Teeuwen. Na een 5-4 uitnederlaag bij Limburgia moest Teeuwen echter het veld ruimen voor Vervoort die op 22 februari 1970 als 19-jarige zijn competitiedebuut maakte in een thuiswedstrijd tegen EDO (2-0). Vervoort stond vervolgens acht wedstrijden op rij onder de lat, maar na een 0-2 thuisnederlaag tegen Hermes DVS kreeg Teeuwen wederom de voorkeur van Breukers' opvolger Josef Gesell. Voor het seizoen 1970/71 ging FC VVV op zoek naar een meer ervaren keeper. Piet Schroemges, die twee jaar eerder nog afscheid had genomen bij de Venlose club, keerde terug als eerste doelman. Vervoort werd vervolgens derde keus achter Schroemges en Teeuwen. Na drie jaar betaald voetbal vertrok Vervoort bij FC VVV en sloot zich weer aan bij Sparta '18 waar hij nog enkele jaren het doel zou verdedigen van het eerste elftal.

## Profstatistieken
| Seizoen         | Club            | Competitie      | Competitie | Competitie | Beker | Beker | Play-off | Play-off | Totaal | Totaal |
| Seizoen         | Club            | Competitie      | Wed.       | Dlp.       | Wed.  | Dlp.  | Wed.     | Dlp.     | Wed.   | Dlp.   |
| --------------- | --------------- | --------------- | ---------- | ---------- | ----- | ----- | -------- | -------- | ------ | ------ |
| 1969/70         | FC VVV          | Tweede divisie  | 9          | 0          | 0     | 0     | —        | —        | 9      | 0      |
| 1970/71         | FC VVV          | Tweede divisie  | 0          | 0          | 0     | 0     | —        | —        | 0      | 0      |
| 1971/72         | FC VVV          | Eerste divisie  | 0          | 0          | 0     | 0     | —        | —        | 0      | 0      |
| Carrière totaal | Carrière totaal | Carrière totaal | 9          | 0          | 0     | 0     | 0        | 0        | 9      | 0      |